# Gresham (Norfolk)
Pour les articles homonymes, voir Gresham.
Gresham est un village et une paroisse civile du Norfolk, en Angleterre.